# Џелал Шенгор
Џелал Шенгор (тур. Celâl Şengör; Истанбул, 24. март 1955) турски је геолог и академик, инострани члан састава Српске академије науке и уметности од 8. новембра 2018.

## Биографија
Рођен је 24. марта 1955. године у Истанбулу, у имигрантској породици из Румелије. Завршио је основне студије на Универзитету Њујорк у Олбенију 1978. године, магистратуру 1979. и докторат 1982. Радио је као асистент на Универзитету у Хјустону, као професор на Универзитету у Истанбулу од 1992, као гостујући професор на Универзитету у Оксфорду 1989—1990. и на Универзитету Калифорније 2001—2002. Предаје геолошко инжењерство на Техничком универзитету у Истанбулу. Члан је Academia Europaea од 1990, један је од оснивача Турске академије наука од 1993, инострани је члан Руске академије природних наука од 1994, Националне академије наука Сједињених Америчких Држава од 2000, Руске академије науке од 2006. као други турски истакнути професор кога су изабрали за члана после Мехмета Фуата Кепрулуа, Немачке академије наука Леополдина од 2012. и дописни члан Аустријске академије наука од 2015. године. Члан је Турског геоморфолошког удружења, Геолошког савеза, Геолошког друштва Америке, Америчке геофизичке уније, Геолошког друштва Хјустона, Швајцарског геолошког друштва, почасни члан Аустријског геолошког друштва, члан Геолошког друштва Малезије и Америчког филозофског друштва. Уредник је Tectonics, Journal of Structural Geology, Earth Evolution Sciences, Tectonophysics, Eclogae Geologicae Helvetiae, Geological Society of American Bulletin, Geologica Balcanica, Earth Sciences History, Geologische Rundschau, Tehtyan Geology, International Geology Review, Asian Journal of Earth Sciences и Terra. Одликован је медаљом Бигсби 1999, Густава Штајнмана 2010. и Артура Холмса 2018. године. У његову част су названи фосили Sengoerina argandi 1999, Dicapnuchosphaera sengori 1999. и Sengoerichthys ottoman 2007.

## Публикације

### Књиге
- Orogeny: J. Wiley & Sons, 1982.[8]
- The Cimmeride Orogenic System and the Tectonics of Eurasia: Geoloical Society of America Special Paper, 1984.[9]
- Tectonic Evolution of the Tethyan Region: Kluwer Academic Publishers, 1989.[10]
- Allochthonous Terranes: Phil, 1990.[11]
- Plate Tectonics and Orogeny - A Tethyan Perspective: Fu Dan University Press, 1992.[12]
- Türkiye'nin Triyas-Miyosen Paleocoğrafya Atlası, 1998.[13]
- Is the Present the Key to the Past or the Past the Key to the Present?, 2001.[14]
- Marine Atlas of the Sea of Marmara, 2001.[15]
- The Large Wavelength Deformations of the Lithosphere: Materials for a history of the evolution of thought from the earliest times to plate tectonics: Geological Society of America Memoir, 2003.[16]
- Yaşamın Evrimi Fikrinin Darwin Dönemi Sonuna Kadarki Tarihi (History of the Idea of the Evolution of Life to the End of Darwin's Period): İTÜ Yayınevi, 2004.[17]
- Une Autre Histoire de la Tectonique: Leçons Inaugurales du Collège de France, 2005.[18]
- Sayfada İstanbul Depremi (The İstanbul Earthquake in 99 Pages): İş Bankası Kültür Yayınlar, 2006.[19]
- The Permian Extinction and the Tethys: An Exercise in Global Geolog, 2009.[20]
- Globale Geologie und ihr Einfluss auf das Denken von Eduard Suess Der Katastrophismus Uniformitarianismus-Streit: Scripta Geo-Historica, 2009.[21]